# Кази Назрул Ислам
Кази Назрул Ислам (бенг. কাজী নজরুল ইসলাম, 25 мая 1899 — 29 августа 1976) — бенгальский поэт, музыкант, революционер и философ. Один из первых бенгальских поэтов, кто во внушительном корпусе своих произведений (поэзия, музыка, проза, переписка) выступал против угнетения и ортодоксальности.
Родился в округе Бурдван, Бенгалия. Вместе с Рабиндранатом Тагором оказал большое влияние на популярную бенгальскую музыку XX века. Известен как «Бидрохи Кави» (досл.: «поэт-бунтарь»), поскольку был напрямую связан с радикальными националистическими движениями (например, через журнал Dhoomketu, редактором которого он был в 1922 году, что привело его к тюремному заключению по обвинению в мятеже). Его творчество представляет собой первое радикальное вмешательство в индуистскую и мусульманскую религиозную музыку и включает обращения к богине Кали, сборники газелей («Chokher Chatak», 1929) и исламские религиозные гимны («Zulfikar», 1932). Большая часть его музыки рассматривалась как радикально-романтическое использование «традиции».
Один из первых композиторов-писателей, подписавших контракты с крупными звукозаписывающими компаниями Бенгалии (Megaphone и Senola, а затем с HMV), а также с Индийской радиовещательной корпорацией. Создал городскую вариацию племенной музыки джхумар для фильма Pataal Puri (1935) Сайладжананды Мукерджи и написал песни для кинолент Nandini (1941) и Dikshul (1943). Основал компанию Bengal Tiger Pics вместе с Аббасуддином Ахмедом. Их фильм по роману Ислама «Мадина» остался незавершённым.
С 43-летнего возраста страдал от заболевания, приводившего к деменции и потере голоса.

## Переводы на русский язык
- Назрул Ислам. Избранное / Пер. с бенгали М. Курганцева. — М., 1963. — 82 с.

Композитор Евгений Мартынов написал песню «Заклятье» на стихи Кази Назрул Ислама в переводе М. Курганцева